# Bogsch János
Bogsch János (Poprád, 1745 – Pozsony, 1821. január 18.) méhész, kertészeti szakíró, evangélikus tanár.

## Élete
Tanult Lőcsén, Selmecen és Pozsonyban; midőn 1769-ben bevégezte tanulmányait, Lőcsére hívták meg tanítónak; innét 1785-ben Pozsonyba ment orgonistának és gimnáziumi tanárnak. Nyugdíjazása után kedvenc foglalkozásának, a kertészetnek és méhészetnek élt.

## Művei
- Kurze und auf Erfahrung gegründete Anleitung nützliche Obstbäume und unentbehrliche Küchengewächse für bürgerliche Hauswirthe zu erziehen. Wien, 1794. (2. kiadás 1793. 3. k. 1803. Uo.)
- Kurzer Unterricht zu einer auf vielfältige Versuche gegrändeten natürlichen Bienenzucht zur Belehrung für Unerfahrene. Uo. 1795. (Magyarra ford. J. R. Komárom, 1795.)
- Házi Kertész. Pest, 1796. (2. megbőv. kiadás. Uo. 1802.)

Lübeck, Patriot, Wochenblatt für Ungern (1804.) című folyóiratában a kertészetet illető több cikke jelent meg.